# Em Nome da Razão
Em nome da razão é um documentário brasileiro de 1979 do cineasta Helvécio Ratton.
O documentário é todo filmado em preto e branco, mostrando o cotidiano dos pacientes internados no Hospital Colônia de Barbacena. O documentário mostra relatos de pacientes sobre a realidade no Hospital, possui como técnica cinematográfica o documentário denúncia, que evidencia, através da edição de depoimentos uma determinada realidade social. O filme foi recebido pela crítica à época como uma contribuição àquilo que surgiu posteriormente como Movimento de Luta AntiManicomial. De acordo com a psicóloga Maria Estela Brandão Goulart o documentário fez história na luta contra os manicômios e todas as formas de violência no Brasil de 1979 que ressurgia da opressão e censura característicos do período da ditadura militar. Trata-se de um marco histórico da Reforma Psiquiátrica Brasileira, mas tem ainda hoje muito a dizer e poderia sob diversos ângulos encontrar sua atualidade no nosso cenário. O diretor não se furta em fazer comentários durante o desenvolvimento das cenas, que mostram, por exemplo um interno no chão, quando o diretor denuncia a locução dizendo "...o ócio é absoluto um conjunto de relatos de pacientes internos do o que ainda hoje existe nas clínicas particulares em Barbacena, que utilizam de métodos de encarceramento medicamentoso para tornar aqueles que eventualmente teriam chance de diminuir seu sofrimento mental